# Karl Friedrich Neumann

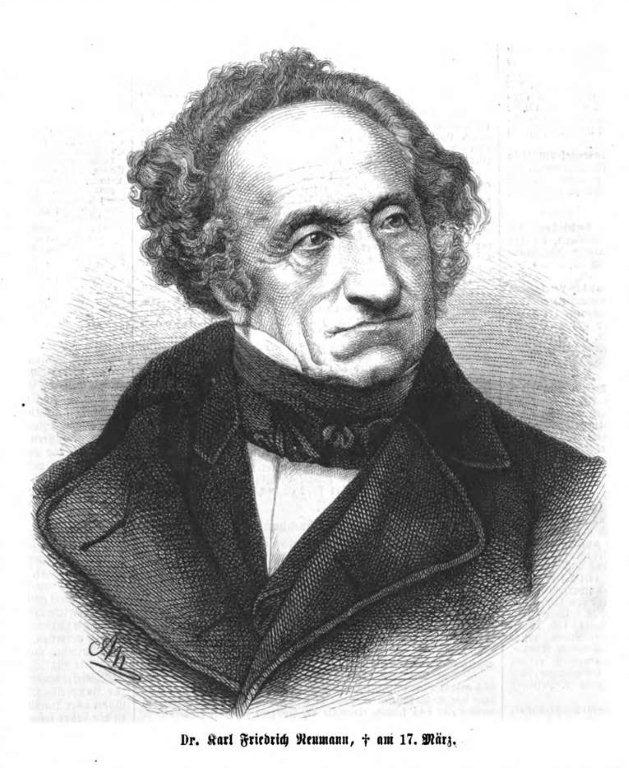
Karl Friedrich Neumann. Grafik von Adolf Neumann.

Karl Friedrich Neumann, auch Carl Friedrich Neumann, (geboren 28. Dezember 1793 als Julius Lazarus Bamberg in Reichmannsdorf bei Bamberg; gestorben 17. März 1870 in Berlin) war ein deutscher Orientalist und Sinologe.

## Leben
Neumann war der Sohn des armen jüdischen Händlers Lippmann Bamberger. Nach dem Besuch einer jüdischen Schule in Fürth ging er als dreizehnjähriger Junge zu seinem Onkel nach Frankfurt am Main und arbeitete dort als Handelsgehilfe.
1815 immatrikulierte er sich unter dem Namen Julius Lazarus Bamberg an der Universität Heidelberg, später studierte er auch in München und zuletzt in Göttingen, wo er 1820 promoviert wurde. Am 18. Oktober 1818 hatte er sich in München protestantisch taufen lassen und änderte den Familiennamen Bamberger in Neumann.
Von 1822 bis 1825 war er Gymnasiallehrer in Speyer, wurde aber wegen aufklärerischer Ideen entlassen. Danach privatisierte er in München, anschließend erlernte er in Venedig im Kloster auf San Lazzaro die armenische Sprache. Es folgte ein Aufenthalt in Paris.
1829 wurde er korrespondierendes Mitglied der Preußischen Akademie der Wissenschaften.

### Chinareise
Neumann reiste im Frühjahr 1829 nach London, um Materialien für ein Werk über die Geschichte Asiens zu sammeln. Er gelangte in Kontakt zu einem Kapitän der East India Company, der einen Französischlehrer suchte. Unter Schwierigkeiten erhielt er die Erlaubnis als Nicht-Brite, die anstehende Reise nach China auf der Sir David Scott mitzumachen. Vor seiner Abreise erstellte er eine Bibliographie chinesischer Bücher aus den Beständen der Royal Asiatic Society und der London Missionary Society. Die knapp fünfmonatige Reise begann am 17. April 1830 und endete mit der Ankunft in Macau am 8. September. Anfang Oktober reiste er nach Kanton weiter, wo er sich bis zur Rückfahrt des Schiffes knapp drei Monate im Ausländerviertel aufhielt.
China war vor den Opiumkriegen noch abgeschlossen. Eigentlich war der Kontakt mit Ausländern nur designierten Kaufleuten gestattet. Es gelang Neumann jedoch, nicht nur kantonesischen Sprachunterricht zu erhalten, sondern auch Münzen, Curio und Bücher zu erwerben, die seiner Ansicht nach „die seltensten und kostbarsten Werke der chinesischen Literatur alter und neuer Zeit“ umfassten.
Durch Bestechung der zuständigen Mandarine gelang es ihm, die 6000 erworbenen Bücher, die einen Querschnitt der gedruckten chinesischen Werke der Zeit darstellten, als „Papier“ deklarieren zu lassen, dessen Ausfuhr nicht verboten war. Die zu der Zeit größte europäische Büchersammlung chinesischer Werke – die der Pariser Bibliothèque Nationale – umfasste nur 5000 Titel. Am 24. Mai 1831 legte sein Schiff wieder in England an.
Im August 1829 hatte er, nach Fürsprache eines Oberbibliothekars der königlich preußischen Bibliothek, durch den preußischen Kultusminister Karl Siegmund Franz von Altenstein 1500 Reichstaler zum Ankauf von Sinica erhalten. Nach seiner Rückkehr versuchte er, alle erworbenen Bücher an die Bibliothek zu verkaufen. Diese übernahm 1832 jedoch nur 2410 Titel, was dem vorgeschossenen Betrag entsprach. Neumann verblieb ein Rückkaufsrecht.

### München
Die verbleibenden etwa 3500 Werke bot er in München an, wo sie schließlich nach zähen Verhandlungen und Intervention von König Ludwig I. für den bayerischen Staat erworben wurden. Dieser Erwerb erfolgte jedoch nicht für Geld, sondern im Austausch für die Ernennung Neumanns zum Kustos für die chinesische Sammlung der bayerischen Hofbibliothek und der Professur für „Literaturgeschichte, Armenisch und Chinesisch…“ an der Universität München. Seine Qualifikation als Sinologe hatte Neumann in München bereits 1829 gezeigt, indem er einen Katalog der chinesischen Schriften der Hofbibliothek erstellte.
Die Professur musste Neumann wegen seiner Beteiligung an der Revolution von 1848 im Jahr 1852 niederlegen. Die Stelle als Kustos behielt er bis 1863, als er nach Berlin übersiedelte. Dort verfasste er bis zu seinem Tode 1870 mehrere historische Werke. Neumanns Grab befindet sich auf Münchens Altem Südfriedhof auf dem Gräberfeld 13, direkt hinter dem ausgewiesenen Grabmal 23 des Schlachtenmalers Peter von Heß.

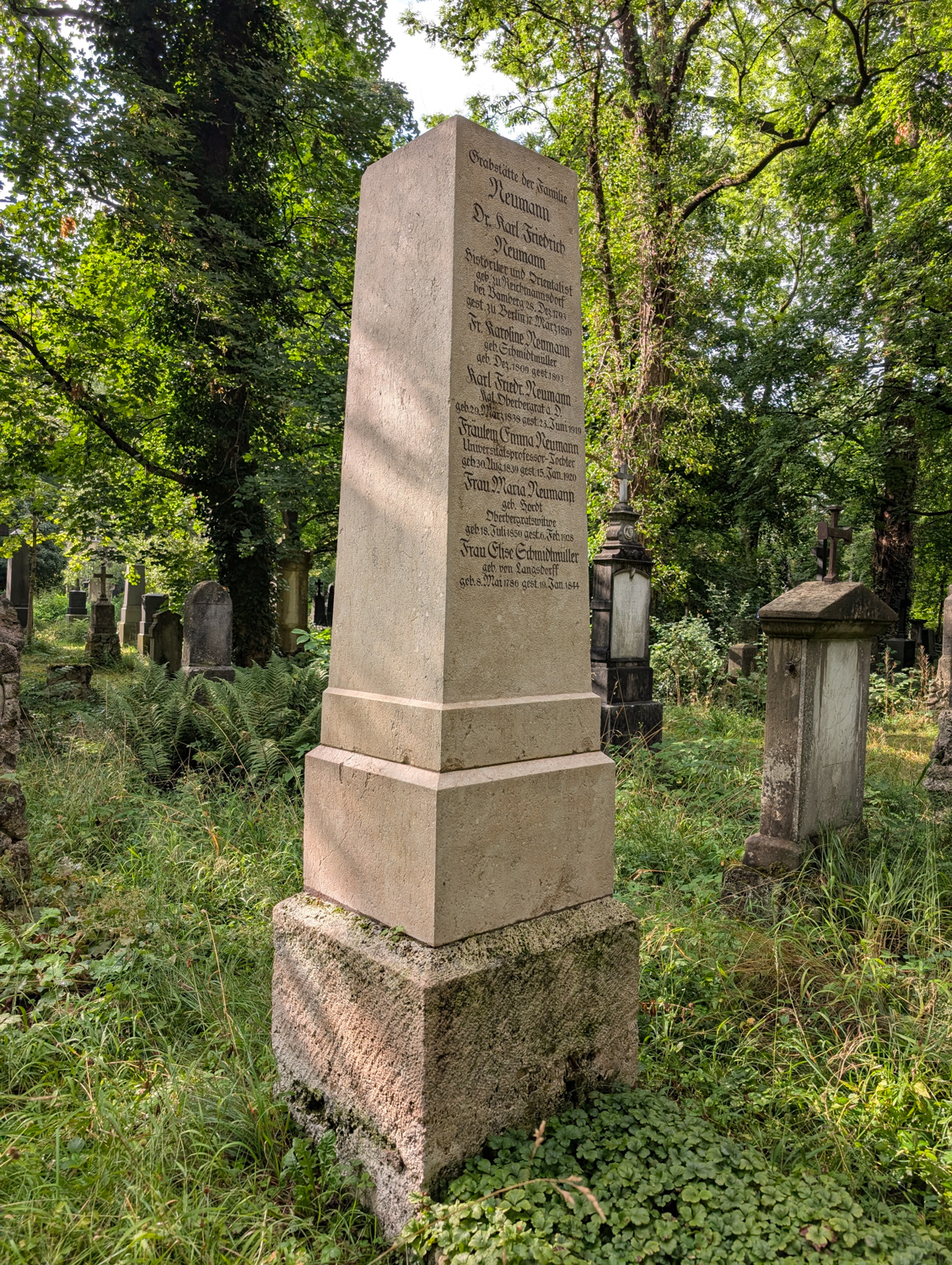
Grabmal Carl Friedrich Neumann

## Mitgliedschaften
Karl Friedrich Neumann war Mitglied der Deutschen Morgenländischen Gesellschaft.

## Werke
- Rerum Creticarum specimen. Dieterich, Göttingen 1820 (Digitalisat)
- Mémoire sur la vie et les ouvrages de David, philosophe arménien. Imprimerie Royale, Paris 1829 (Digitalisat)
- The history of Vartan, and of the battle of the Armenians: containing an account of the religious wars between the Persians and Armenians. London 1830 (Digitalisat); Nachdruck Darf, London 1987 (Digitalisat)
- Vahram's chronicle of the Armenian kingdom in Cilicia, during the time of the crusades. London 1830 (Digitalisat)
- History of the pirates who infested the Chinese seas, from 1807 to 1810. London 1831 (Digitalisat)
- Pilgerfahrten Buddhistischer Priester aus China nach Indien. Leipzig 1833 (Digitalisat)
- Versuch einer Geschichte der armenischen Literatur. Barth, Leipzig 1836 (Digitalisat)
- Asiatische Studien. Erster Theil. Barth, Leipzig 1837 (Digitalisat)
- Die Völker des südlichen Russlands in ihrer geschichtlichen Entwickelung. Leipzig 1847; 2. Aufl. Leipzig 1855 (Digitalisat); vom Institut de France gekrönte Preisschrift
- Geschichte des englisch-chinesischen Kriegs. Teubner, Leipzig 1846, 2. Aufl. 1855 (Digitalisat)
- Geschichte der Afghanen. Leipzig 1846
- Die Sinologen und ihre Werke. In: Zeitschrift der Deutschen Morgenländischen Gesellschaft, Band 1. 1847. S. 91–128 (Digitalisat).
- Die Sinologen und ihre Werke (Schluß). In: Zeitschrift der Deutschen Morgenländischen Gesellschaft, Band 1. 1847. S. 217–237 (Digitalisat).
- Das Trauerspiel in Afghanistan. In: Friedrich von Raumer (Hrsg.): Historisches Taschenbuch Neue Folge, Neunter Jahrgang, Brockhaus Verlag, Leipzig 1848, S. 449–570.
- Die erdichtete Inschrift von Singan Fu. In: Zeitschrift der Deutschen Morgenländischen Gesellschaft, Band 4. 1850. S. 33–43 (Digitalisat).
- Claude Visdelou und das Verzeichniss seiner Werke. In: Zeitschrift der Deutschen Morgenländischen Gesellschaft, Band 4. 1850. S. 225–242 (Digitalisat).
- Das Chinesenthum, die Jesuiten und die evangelischen Sendboten. In: Zeitschrift der Deutschen Morgenländischen Gesellschaft, Band 7. 1853. S. 141–155 (Digitalisat).
- Die Reisen des Venezianers Marco Polo im dreizehnten Jahrhundert zum ersten Male vollständig nach den besten Ausgaben deutsch mit einem Kommentar, Leipzig: Teubner, 1855 (Digitalisat).
- Geschichte des englischen Reichs in Asien. 2 Bde. Brockhaus, Leipzig 1857 (Digitalisat Bd. 1, Digitalisat Bd. 2)
- Reisen des Johannes Schiltberger aus München in Europa, Asia und Afrika von 1394 bis 1427. München 1859 (Digitalisat)
- Ostasiatische Geschichte vom Ersten Chinesischen Krieg bis zu den Verträgen in Peking. Engelmann, Leipzig 1861 (Digitalisat)
- Geschichte der Vereinigten Staaten von Nordamerika. 3 Bde. Heymann, Berlin 1863–1866 (Digitalisat Bd. 1, Digitalisat Bd. 2, Digitalisat Bd. 3)

Daneben gab er Karl Gützlaffs Geschichte des chinesischen Reichs (Stuttgart 1847) heraus und lieferte Übersetzungen aus dem Armenischen und Chinesischen. Ein umfassendes Verzeichnis seiner Arbeiten enthielt das Journal der Royal Asiatic Society (London 1871).